# Michałowice (Długołęka)
Pour les articles homonymes, voir Michałowice.
Michałowice est une localité polonaise de la gmina de Długołęka, située dans le powiat de Wrocław en voïvodie de Basse-Silésie.